# 에스프레소 머신

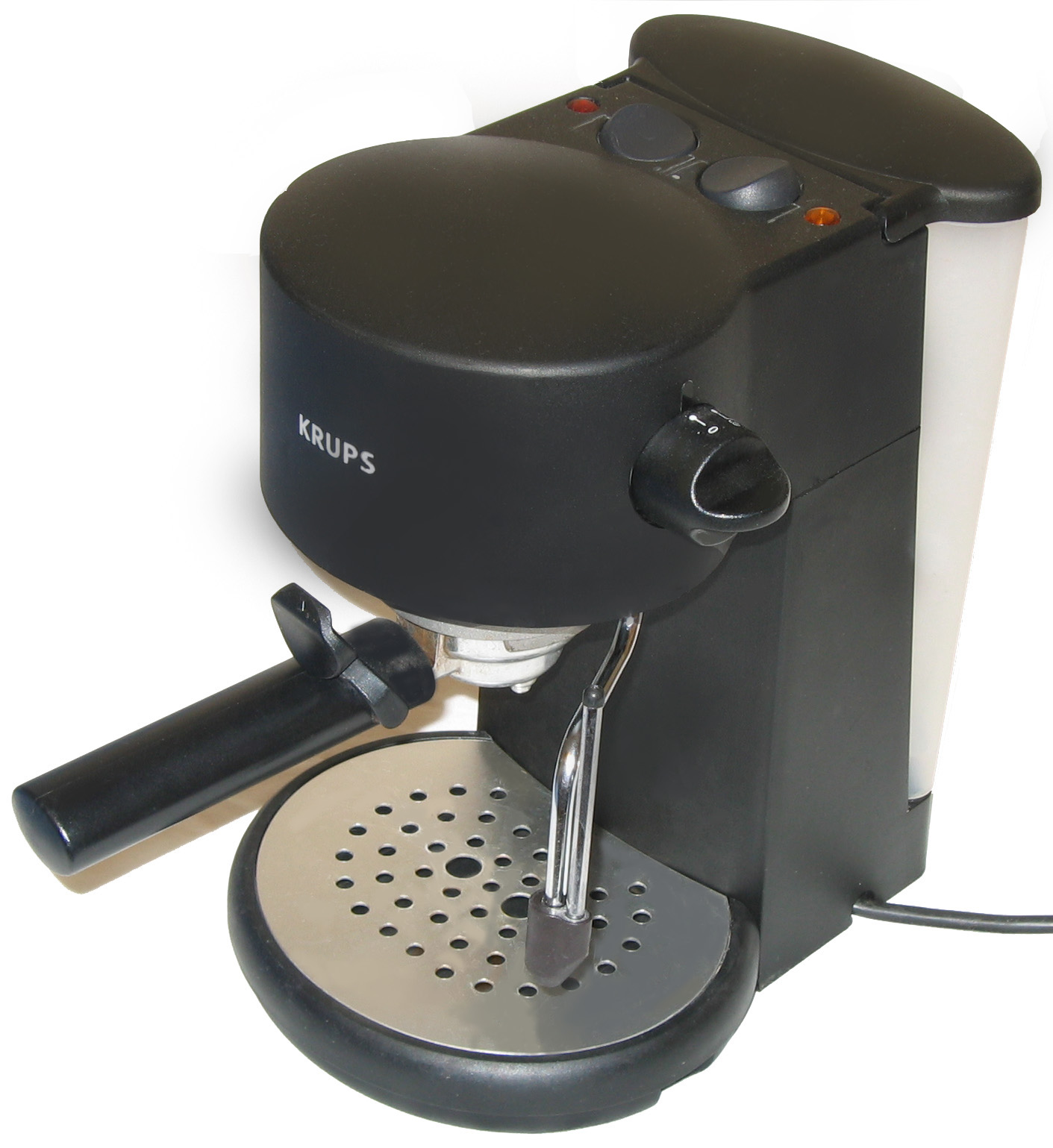
일반적인 펌프식 가정용 에스프레소 머신

에스프레소 머신(espresso machine)은 전통적인 이탈리아식 에스프레소 커피를 추출하는 장치다. 이탈리아 토리노의 발명가 안젤로 모리온도에 의해 1884년 토리노 엑스포(Turin General Exposition)에서 시제품이 소개된 후 5월 16일 정식으로 특허가 출원되었다. 이후 1901년 밀라노의 루이지 베체라(Luigi Bezzera)가 기존의 제품을 개량한 새로운 증기압력식 에스프레소 머신을 개발하여 특허를 등록하였다.

## 에스프레소 머신의 종류

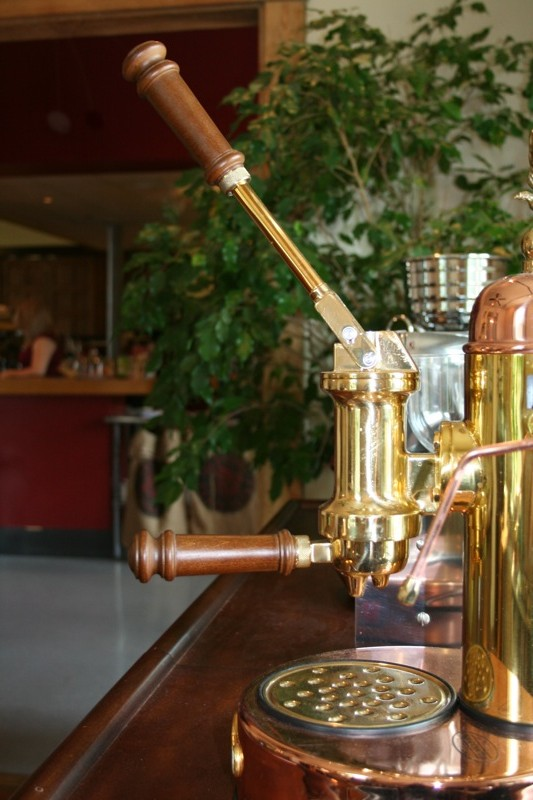
수동 피스톤식 에스프레소 머신

1901년 발명 이래로, 에스프레소를 추출하기 위한 다양한 종류의 기계가 만들어졌다. 몇 몇은 공통된 요소를 갖고 있었다. 포타필터(혹은 그룹핸들)라는 것으로, 갈아낸 커피를 담은 금속제 필터그릇이 포함된 부분이었다. 그것은 그룹헤드의 추출구 부분 아래에 고정된다.
갈려진 원두의 고운 정도에 따라, 탬핑할 때의 압력이나, 추출시의 펌프압을 다양하게 조절하여 에스프레소의 맛을 조절할 수 있다. 일부 바리스타들은 좀 더 높은 온도의 에스프레소를 얻기 위해, 에스프레소를 추출할 때 미리 데워진 데미타스 잔이나 유리컵에 바로 받아낸다.
에스프레소 머신에는 수증기가 나오는 막대가 달려있기도 한데, 이는 카푸치노나, 카페 라테 등에 사용되는 우유를 데우고, 거품을 낼 때 사용한다.

### 증기압식
증기압식 장치는 증기나 증기압을 이용해 커피가루에 물을 통과시키는 식으로 작동된다. 초기의 에스프레소 머신은 증기압식이었으며, 하나의 가열로가 네 개의 그룹헤드와 연결되어 한 번에 여러 종류의 커피를 만들어낼 수 있었다. 이런 디자인은 현대의  저가형 장치에서 아직까지 사용되고 있다.

### 피스톤식
피스톤식, 혹은 지렛대식 장치는 1945년 이탈리아에서 아킬레 가찌아(Achille Gaggia)에 의해 개발됐다. 이 디자인은 공통적으로 지렛대를 사용하는데, 사용자가 직접 이 지렛대를 눌러 뜨거운 물을 커피 가루 사이로 통과시키도록 하는 방식이다.
이 '지렛대' 장치는 두 가지 종류가 있는데, 하나는 수동 피스톤 형식이고, 다른 하나는 스프링 피스톤 형식이다. 전자는 사용자가 직접 눌러 물이 커피 가루를 통과하도록 하고, 후자는 먼저 사용자가 스프링에 힘을 가한 다음, 스프링이 에스프레소에 압력을 전달하도록(보통 9~10바) 하는 방식이다.

### 펌프식
피스톤식을 개선한 것이 펌프식으로, 이것은 현대 에스프레소 바에서 가장 널리 쓰이게 된 방식이다.  수동으로 발생하는 압력 대신에, 전동식 펌프에서 에스프레소 추출에 필요한 압력을 제공한다. 상업용이나 고급형 가정용 장치는 보통 설치 장소의 배수관에 직접 연결되어있고, 보급형 가정용 장치는 본체에 물통이 있다.
몇몇 가정용 펌프 에스프레소 머신은 일반적으로 하나의 가열로를 사용해 추출할 때 쓰는 물을 데우고, 수증기를 내기위해 물을 끓이게 된다. 커피 추출시 사용되는 물의 온도가 때때로 수증기를 내기 위한 온도보다 낮으므로, 이 두 가지 상태 간의 변환 시 약간의 시간이 필요하게 된다. 상업용과 '준 상업용' 고급 가정용 에스프레소 머신은 가열로를 오직 수증기를 낼 때에만 사용한다. 커피 추출시에 필요한 물은 대개 열 교환기를 통과하여 데워진다(수증기를 내는 부분에서 필요한 양의 열을 취한다). 일부 상업용 에스프레소 머신에서는(특히 La Marzocco에서), 추출에 쓰이는 물을 별개의 가열로에서 가열한다.

### 구분

#### 반자동, 자동과 완전자동
추출작업의 자동화에 필요한 펌프, 센서, 밸브와 그라인더가 딸려있는 장치를 일반적으로 자동이라 구분한다.
- 반자동 머신은 물 공급이 수동이 아니라 펌프로부터 공급된다는 점에서 자동이며, 추출 후 남은 압력은 3방향 밸브를 통해 분산된다.
- 자동 머신은 그룹헤드 안에 유량계가 달려있다. 미리 입력된 양의 물이 유량계를 통과하면, 펌프는 자동으로 꺼지고 남은 압력은 3방향 솔레노이드 밸브를 통해 분산된다.
- 완전자동 머신은 자동으로 커피를 갈고, 탬핑하며, 추출한다. 사용자는 단지 원두를 채워놓고, 배수관 연결여부를 확인하고, 저수통에 물을 채워놓기만 하면 된다. 추가적으로, 자동 우유 거품생성기와 분배장치도 딸려있다.

### 공기압식
핸드프레소는 손잡이가 딸린 조그마한 고압 에스프레소 머신이다. 공기를 가운데의 압축기에 매우 높은 압력(16바)으로 집어넣어 압축한다. 그 다음 뜨거운 물을 에스프레소 커피 한 잔 분량의(45ml) 조그마한 수통에 붓는다. 머신을 작동시키면 압축기에서 나온 압력이 물을 밀어내어 커피 팟을 통과해 장치 아래의 컵으로 나오게 된다. 원하는 양의 에스프레소가 추출되면, 압력은 분산되고 추출과정이 멈추게 된다.
핸드프레소의 장점은, 뜨거운 물만 있다면 개성있는 크레마와 함께 고압력의 에스프레소를 언제나 만들어낼 수 있다는 것이다. 핸드프레소는 2006년 닐센 이노베이션에서 발명했으며, 2007년에 상용화되어 첫 제품이 판매되었다.

### 스토브 탑
모카 포트는 스토브 탑 에스프레소 메이커의 한 종류로, 전통적인 에스프레소 머신이 만들어 내는 것과 비슷한 비율로 커피를 추출한다. 아래쪽 통에는 물이 담기고, 중간 층은 필터 그릇으로 아래쪽 통에 얹어 갈린 커피를 넣는다. 윗 칸은 금속 필터가 달려있는데, 아래쪽 통에 나사 끼우듯 돌려 고정한다. 주전자(모카 포트)가 가열되면, 아랫칸에서 나오는 증기압에 의해 중간에 위치한 관을 따라 물이 솟아오르게 되며, 중간의 필터 그릇의 커피 가루를 통과하면서 커피가 맨 윗칸으로 추출되게 된다. 커피콩의 종류와 가루의 고운 정도에 따라, 모카 포트는 전통적인 에스프레소 머신과 같이 크레마라 불리는 거품을 만들어낼 수 있다. 모카 포트는 이탈리아와 스페인, 포르투갈에서 공통적으로 찾아볼 수 있다. 모카 포트는 또 이탈리아어로 "작은 기계"라는 뜻의 '마끼네따'라고 불리기도 한다.

## 같이 보기
- 에스프레소
- 커피
- 커피메이커
- 에스프레소 바